# Jane Lindskold
Œuvres principales
- Lord Démon

Jane Lindskold, née le 15 septembre 1962 à Washington, est un auteur américain de nouvelles et de romans de fantasy et de science-fiction. 

## Biographie
Jane Lindskold passe sa jeunesse à Washington (District de Columbia) et dans la baie de Chesapeake. Elle étudie ensuite à l'université Fordham à New York et obtient un Ph D. en anglais, se concentrant sur la littérature médiévale, de la Renaissance, et britannique moderne.
Guidée par le romancier Roger Zelazny — avec qui elle entretient une forte amitié — elle commence à éditer des histoires en 1992. Son premier roman, Brother to Dragons, Companion to Owls, est publié en décembre 1994. Peu avant son décès en 1995, Zelazny lui demande de terminer deux de ses romans inachevés. Elle accepte et Donnerjack est finalement publié deux ans plus tard. Puis en 1999, c'est au tour de Lord Démon.
Jane Lindskold habite à Albuquerque, au Nouveau-Mexique, avec son mari, l’archéologue Jim Moore.

## Œuvres

### SérieFirekeeper
La série Firekeeper relate les aventures d'une femme élevée par des loups magiques, doués de la parole et qui ont une taille et une force hors du commun ; confrontée au monde des humains, elle s'aperçoit que leurs comportements ne sont pas très différents de ceux des loups.
1. (en) Through Wolf's Eyes, 2001
2. (en) Wolf's Head, Wolf's Heart, 2002
3. (en) The Dragon of Despair, 2003
4. (en) Wolf Captured, 2004
5. (en) Wolf Hunting, 2006
6. (en) Wolf's Blood, 2007
7. (en) Wolf's Search, 2019
8. (en) Wolf's Soul, 2020

### SérieAthanor
La série Athanor décrit des créatures de légende — changelins, satyres, sirènes, et licornes — qui ont juré de maintenir leur existence cachée afin d'échapper à une humanité encline à tuer ce qu'elle ne comprend pas.
1. (en) Changer, 1998
2. (en) Legends Walking, 1999

### SérieBreaking the Wall(ouLand of Smoke and Sacrifice)
1. (en) Thirteen Orphans, 2008
2. (en) Nine Gates, 2009
3. (en) Five Odd Honors, 2010

### SérieArtemis
1. (en) Artemis Awakening, 2014
2. (en) Artemis Invaded, 2015

### SérieOver Where
1. (en) Library of the Sapphire Wind, 2022
2. (en) Aurora Borealis Bridge, 2022
3. (en) House of Rough Diamonds, 2023

### UniversHonor Harrington

#### SérieStar Kingdom
1. (en) Fire season, 2012Écrit avec David Weber.
2. (en) Treecat Wars, 2013Écrit avec David Weber.
3. (en) A New Clan, 2022Écrit avec David Weber.

### Romans indépendants
- (en) Brother to Dragons, Companion to Owls, 1994
- (en) Marks of Our Brothers, 1995
- (en) The Pipes of Orpheus, 1995
- (en) Smoke and Mirrors, 1996
- (en) When the Gods are Silent, 1997
- (en) Donnerjack, 1997Écrit avec Roger Zelazny.
- Lord Démon, 2001 ((en) Lord Demon, 1999)Écrit avec Roger Zelazny.
- (en) The Buried Pyramid, 2004
- (en) Child of a Rainless Year, 2005
- (en) Asphodel, 2018

### Nouvelles
- Le Gambit de la reine ((en) Queen's Gambit)Publiée en 1999 dans l'anthologie Les Mondes d'Honor qui contient cinq nouvelles dont deux par David Weber, une par Linda Evans, une par Jane Lindskold et une par Roland J. Green
- Terre promise ((en) Promised Land)Publiée en 2003 dans l'anthologie Au service du sabre qui contient six nouvelles dont une par Jane Lindskold, une par Timothy Zahn, une par John Ringo en coopération avec Victor Mitchell (en), une par John Ringo, une par Eric Flint et une par David Weber